# Миропільський лісовий заказник
Миропільський заказник — лісовий заказник місцевого значення в Україні. Розташований у межах Романівського району Житомирської області, на північ від смт Миропіль. 
Площа 265 га. Статус присвоєно згідно з рішенням Житомирської обласної ради від 5 березня 2020 року № 1883. Перебуває у віданні ДП «Бердичівське ЛГ» (Миропільське л-во, кв. 27, 36, 37, 47). 
Заказник створено для збереження частини лісового масиву на правому березі річки Случ з цінними насадженнями дуба звичайного природного походження, частина з яких має статус генетичного резервату. 
Територією протікають дві малих річки – Кам’янка та Фастівка.
В заказнику переважає лісова рослинність, в основному дубові ліси 90-120-річного віку, а також вільхові ліси в заплавах річок. Ліси переважно природного походження.
Серед рідкісних видів рослин тут виявлено види з Червоної книги України: цибуля ведмежа, підсніжник білосніжний, лілія лісова, коручка чемерникоподібна, зозулині сльози яйцеподібні, гніздівка звичайна, любка дволиста.
Із звірів поширені лисиця звичайна, куниця лісова, норка американська, борсук європейський, заєць сірий, бобер річковий, вивірка звичайна, вовчок горішковий, свиня дика, сарна європейська, іноді заходить лось звичайний. На заплавних луках в заплаві Кам’янки виявлений метелик мнемозина, занесений до Червоної книги України.
Серед рідкісних видів птахів відмічено 7 видів занесених до Червоної книги України:  лелека чорний, шуліка чорний, підорлик малий, голуб-синяк, сова бородата, дятел білоспинний, золотомушка червоночуба. Також в заказнику зустрічається 1 вид з категорією «Вразливий» з Червоного списку Міжнародного союзу охорони природи – горлиця звичайна.